# Karine Danielian
Karine Danielian (armeni: Կարինե Դանիելյան)  (Yerevan, 9 de juny de 1947 - 4 d'abril de 2022) (en rus Карине Суреновна Даниелян), també transliterat sovint com a Karine Danielyan, va ser una biofísica, ecòloga, política i professora universitària armènia. Va ser presidenta de la ONG Associació pel Desenvolupament Humà Sostenible, que té per objectiu difondre idees, principis i valors sobre el desenvolupament sostenible. Va formar part de la Càtedra d'ecologia i desenvolupament sostenible de la Universitat Estatal de Pedagogia d'Armènia.
Entre 1990 i 1991 va ser vice-alcaldessa d'Erevan en Medi Ambient i Salut, durant la República Socialista Soviètica d'Armènia. Un cop el país va esdevenir la República d'Armènia, va exercir de ministra de protecció de la natura entre 1991 i 1994. En una entrevista va recordar la seva època de ministra com a molt dura, ja que el seu país acabava de deixar l'URSS, estava immers en la guerra del Nagorno Karabakh i patia una forta crisi energètica. Danielian recordava que tot i que va ser capaç d'involucrar Armènia en la majoria de processos internacionals i adoptar varies lleis de protecció de la natura, era pràcticament impossible aplicar les mesures, ja que el context feia que el medi ambient quedés en darrer terme.
En els darrers anys va posar sobre la taula els problemes ambientals que pateix el seu país, amb l'objectiu de fer Armènia més sostenible. Va denunciar els impactes ambientals que provoquen les males pràctiques d'algunes empreses mineres, especialment a la província de Siunik, els problemes hidrològics que pateix el llac Sevan degut als canvis constants del nivell de l'aigua o el risc de desertificació de la plana de l'Ararat, causat per l'extracció massiva d'aigua dels aqüífers per part de granges piscícoles.